# Едис Селимински
Едис Селимински е български футболист, играещ като нападател или атакуващ полузащитник.
Роден в София. Син на треньора Самир Селимински, върнал ПФК Академик (София) в А ПФГ след 28-годишно отсъствие. Има по-малък брат, който също е футболист – Денил Селимински.